# John Williams (Squashspieler)
John Williams (* 7. Oktober 1972 in Melbourne) ist ein australischer Squashspieler, der seit 1997 in der Schweiz lebt.

## Karriere
John Williams begann seine Profikarriere im Jahr 1996 und gewann sechs Titel auf der PSA World Tour, darunter den Grasshopper Cup. Seine höchste Platzierung in der Weltrangliste war Rang 15 im April 2001. Mit der australischen Nationalmannschaft wurde er 2001 Weltmeister. Da Williams viele Jahre schon in der Schweiz lebt, konnte er in den Schweizer Verband wechseln, sodass er unter anderem 2011 bei der Weltmeisterschaft und zwischen 2007 und 2013 bei insgesamt sechs Europameisterschaften für die Schweizer Nationalmannschaft antrat.
Von 2002 bis 2005 war John Williams Trainer der Schweizer Damen-Nationalmannschaft, seit 2005 betreut er die Schweizer Herren. Von 2002 bis 2006 war er zudem für beide Nationalmannschaften Liechtensteins verantwortlich.

## Erfolge
- Weltmeister mit der Mannschaft: 2001
- Gewonnene PSA-Titel: 6